# 葺合区
葺合区（ふきあいく）は、かつて神戸市に存在した行政区。現在の中央区東部にあたる。郵便番号は651。
旧生田川、すなわちフラワーロードを境にJR三ノ宮駅などのある東側が旧葺合区の区域である。ただし、ポートアイランドは全域が飛地として生田区に属していた。また現在の中央区生田町は、生田区ではなく当区に所在した。
地名としての「葺合区」は、1896年（明治29年）に神戸市に6区が設置された際に始まる。当時は行政区ではなく地域名という扱いであったが、1931年（昭和6年）に区域はそのままに行政区となった。1980年（昭和55年）の区域再編により、生田区と合区され中央区となり消滅した。区の消滅後も葺合町の地名が中央区に残る。
なお、地名として「区」が付されている事例は、2014年時点では新潟県上越市頸城区や兵庫県姫路市飾磨区などがある。

## 歴史
- 1876年（明治9年）2月15日 菟原郡中尾村・熊内村・滝寺村・生田村・小野新田村・中村・脇浜村が合併して葺合村となる。
- 1887年（明治20年）10月5日 菟原郡筒井村を葺合村に合併。
- 1889年（明治22年）4月1日 菟原郡葺合村・神戸区・八部郡荒田村が合併して神戸市となる。
- 1898年（明治31年）6月 - 1907年（明治40年）4月 葺合地域において新道開鑿事業施行[1]。
  - 葺合第1工区（東海道本線以北・新生田川以西）：1898年（明治31年）6月 - 1900年（明治33年）8月
  - 葺合第2工区（東海道本線以南・新生田川以東・春日野道以西）：1900年（明治33年）2月 - 1902年（明治35年）2月
  - 葺合第3工区（東海道本線以南・春日野道以東）：1902年（明治35年）12月 - 1907年（明治40年）4月
  - 葺合第4工区（東海道本線以北・熊内橋通以南・新生田川以東・春日野道以西）：1901年（明治34年）7月 - 1903年（明治36年）1月
  - 葺合第4工区附属工区（熊内橋通以北の一部）：1904年（明治37年）4月 - 1906年（明治39年）3月
- 1911年（明治44年）3月 新道開鑿事業を予定していた葺合第5工区（東海道本線以北・春日野道以東）に新耕地整理法による耕地整理組合が認可[1]。
- 1931年（昭和6年）9月1日 神戸市での区制施行により、旧・葺合村域に葺合区を設置。
- 1935年（昭和10年）8月29日 集中豪雨により芋川谷で土砂災害が発生。山腹崩壊で民家15戸が倒壊して19人死亡、負傷者多数[2]。
- 1947年（昭和22年）6月11日 昭和天皇が葺合区に行幸（昭和天皇の戦後巡幸）。中央ゴム工業でゴム製品の製造工程を視察[3]。
- 1967年（昭和42年）7月9日 集中豪雨により葺合町市ケ原一帯で山津波（土石流）が発生。市ケ原駐在所を含む17棟が全半壊、死者・行方不明者21人[4]。
- 1976年（昭和51年）3月8日 脇浜町のバラック住宅密集地で火事。210m2の一区画33棟89戸が焼失、約100世帯、200人以上が焼け出された[5]。
- 1980年（昭和55年）12月1日 葺合区と生田区の合区により中央区を設置。同日付で葺合区を廃止。

## 人口
- 1935年　124,556
- 1940年　123,846
- 1945年　 17,914
- 1947年　 35,508
- 1950年　 54,026
- 1955年　 74,559
- 1960年　 93,346
- 1965年　 94,897
- 1970年　 84,890
- 1975年　 73,415
- 1980年　 63,516

## 地域
葺合区消滅後も、市内には「葺合」の地名を冠する施設などがある。
- 葺合警察署
- 葺合郵便局
- 神戸市立葺合高等学校
- 神戸市立葺合中学校
- 神戸市立葺合文化センター - 旧葺合区役所、大ホールは旧葺合公会堂。
- 神戸市立葺合公民館
- 葺合センター街 - 春日野道商店街と大安亭市場を東西につなぐ商店街。

## 交通
1980年の合区直前の時点で現存したもの。神戸市営地下鉄と神戸新交通ポートアイランド線は未開業。
鉄道
- 日本国有鉄道
  - 三ノ宮駅 - プラットホームの一部がフラワーロードにまたがって設置されており、現在の西口はフラワーロードの西側、すなわち生田区に所在していたが、駅長室は葺合区側にあったため、所在地は「神戸市葺合区布引町4丁目」であった。
  - 新神戸駅
- 阪急電鉄
  - 春日野道駅 (阪急)
- 阪神電気鉄道
  - 春日野道駅 (阪神)
  - 三宮駅

道路
- 阪神高速道路3号神戸線
- 国道2号

## 出身・ゆかりの人物
- 安達和彦 - 元神戸市議会議長。葺合区出身。
- 荒木直也 - エイチ・ツー・オー リテイリング社長、阪急阪神百貨店会長。葺合区出身。現在も神戸市内に住む。
- ブサイナ・ビント・タイムール - オマーンの王族。一時期、葺合区中尾町に在住していた。
- 山村吉次郎 - 兵庫県多額納税者、地家主、神戸市葺合区葺合猟友会長。
- 横山保太郎 - 兵庫県多額納税者、農業、地家主、葺合区会議員。